# Lista över kallaväxternas släkten
Detta är en lista över släkten i familjen kallaväxter (Araceae) alfabetiskt ordnad efter de vetenskapliga namnen. Släktena i underfamiljen Lemnoidae utgjorde tidigare en egen familj, andmatsväxter (Lemnaceae).

## A
| Vetenskapligt namn | Auktor                | Svenskt namn         | Källa | Underfamilj   |                        |
| ------------------ | --------------------- | -------------------- | ----- | ------------- | ---------------------- |
| Aglaodorum         | Schott, 1858          |                      | IPNI  | Aroideae      |                        |
| Aglaonema          | Schott, 1829          | silverkallasläktet   | SKUD  | Aroideae      | Aglaonema nitidum      |
| Alloschemone       | Schott, 1860          |                      | IPNI  | Monsteroideae |                        |
| Alocasia           | (Schott) G.Don, 1839  | alokasiasläktet      | SKUD  | Aroideae      | Alocasia macrorrhiza   |
| Ambrosina          | Bassi, 1967           |                      | IPNI  | Aroideae      |                        |
| Amorphophallus     | Blume ex Decne., 1834 | knölkallasläktet     | IPNI  | Aroideae      | Amorphophallus titanum |
| Amydrium           | Schott, 1863          |                      | IPNI  | Monsteroideae |                        |
| Anadendrum         | Schott, 1857          |                      | IPNI  | Monsteroideae |                        |
| Anaphyllopsis      | A.Hay, 1989           |                      | IPNI  | Lasioideae    |                        |
| Anaphyllum         | Schott, 1858          |                      | IPNI  | Lasioideae    |                        |
| Anchomanes         | Schott, 1853          |                      | IPNI  | Aroideae      | Anchomanes giganteus   |
| Anthurium          | Schott, 1829          | flamingoblomssläktet | SKUD  | Pothoideae    | Anthurium andraeanum   |
| Anubias            | Schott, 1857          | anubiassläktet       | SKUD  | Aroideae      |                        |
| Aridarum           | Ridl., 1913           |                      | IPNI  | Aroideae      |                        |
| Ariopsis           | J.Graham, 1839        |                      | IPNI  | Aroideae      |                        |
| Arisaema           | Mart., 1831           | kobrakallasläktet    | SKUD  | Aroideae      | Arisaema triphyllum    |
| Arisarum           | Mill., 1754           |                      | SKUD  | Aroideae      | Arisarum vulgare       |
| Arophyton          | Jum., 1928            |                      | IPNI  | Aroideae      |                        |
| Arum               | L., 1753              | munkhättesläktet     | NRM   | Aroideae      | Arum maculatum         |
| Asterostigma       | Fisch. & Mey., 1845   |                      | IPNI  | Aroideae      |                        |

## B
| Vetenskapligt namn | Auktor                    | Svenskt namn | Källa | Underfamilj |  |
| ------------------ | ------------------------- | ------------ | ----- | ----------- |  |
| Biarum             | Schott, 1832              |              | IPNI  | Aroideae    |  |
| Bognera            | S.Mayo & D.Nicolson, 1984 |              | IPNI  | Aroideae    |  |
| Bucephalandra      | Schott, 1858              |              | IPNI  | Aroideae    |  |

## C
| Vetenskapligt namn | Auktor                 | Svenskt namn       | Källa | Underfamilj |                        |
| ------------------ | ---------------------- | ------------------ | ----- | ----------- | ---------------------- |
| Caladium           | Vent., 1800            | kaladiumsläktet    | SKUD  | Aroideae    |                        |
| Calla              | L., 1753               | missnesläktet      | NRM   | Calloideae  | Calla palustris        |
| Callopsis          | Engl., 1895            |                    | IPNI  | Aroideae    |                        |
| Carlephyton        | Jum., 1919             |                    | IPNI  | Aroideae    |                        |
| Cercestis          | Schott, 1857           |                    | IPNI  | Aroideae    |                        |
| Chlorospatha       | Engl., 1878            |                    | IPNI  | Aroideae    |                        |
| Colletogyne        | Buchet, 1939           |                    | IPNI  | Aroideae    |                        |
| Colocasia          | Schott, 1832           | tarosläktet        | SKUD  | Aroideae    | Colocasia esculenta    |
| Cryptocoryne       | Fisch. ex Wydler, 1830 | vattenkallasläktet | IPNI  | Aroideae    |                        |
| Culcasia           | P.Beauv., 1803         |                    | IPNI  | Aroideae    |                        |
| Cyrtosperma        | Griff., 1851           |                    | IPNI  | Lasioideae  | Cyrtosperma johnstonii |

## D
| Vetenskapligt namn | Auktor       | Svenskt namn      | Källa | Underfamilj |                         |
| ------------------ | ------------ | ----------------- | ----- | ----------- | ----------------------- |
| Dieffenbachia      | Schott, 1829 | prickbladssläktet | SKUD  | Aroideae    | Dieffenbachia bowmannii |
| Dracontioides      | Engl., 1911  |                   | IPNI  | Lasioideae  |                         |
| Dracontium         | L., 1753     |                   | IPNI  | Lasioideae  |                         |
| Dracunculus        | Mill., 1913  | drakkallasläktet  | SKUD  | Aroideae    |                         |

## E
| Vetenskapligt namn | Auktor       | Svenskt namn     | Källa | Underfamilj   |  |
| ------------------ | ------------ | ---------------- | ----- | ------------- |  |
| Eminium            | Schott, 1856 |                  | IPNI  | Aroideae      |  |
| Epipremnum         | Schott, 1857 | gullrankesläktet | SKUD  | Monsteroideae |  |

## F
| Vetenskapligt namn | Auktor         | Svenskt namn | Källa | Underfamilj |  |
| ------------------ | -------------- | ------------ | ----- | ----------- |  |
| Filarum            | Nicolson, 1966 |              | IPNI  | Aroideae    |  |
| Furtadoa           | M.Hotta, 1981  |              | IPNI  | Aroideae    |  |

## G
| Vetenskapligt namn | Auktor         | Svenskt namn | Källa | Underfamilj        |  |
| ------------------ | -------------- | ------------ | ----- | ------------------ |  |
| Gearum             | N.E.Br., 1882  |              | IPNI  | Aroideae           |  |
| Gonatanthus        | Klotzsch, 1840 |              | IPNI  |                    |  |
| Gonatopus          | Engl., 1879    |              | IPNI  | Aroideae           |  |
| Gorgonidium        | Schott, 1864   |              | IPNI  | Aroideae           |  |
| Gymnostachys       | R.Br., 1810    |              | IPNI  | Gymnostachydoideae |  |

## H
| Vetenskapligt namn | Auktor                      | Svenskt namn      | Källa | Underfamilj   |  |
| ------------------ | --------------------------- | ----------------- | ----- | ------------- |  |
| Hapaline           | Schott, 1858                |                   | IPNI  | Aroideae      |  |
| Helicodiceros      | Schott, 1855                | fläckkallasläktet | IPNI  | Aroideae      |  |
| Heteroaridarum     | M.Hotta, 1976               |                   | IPNI  | Aroideae      |  |
| Heteropsis         | Kunth, 1841                 |                   | IPNI  | Monsteroideae |  |
| Holochlamys        | Engl., 1883                 |                   | IPNI  | Monsteroideae |  |
| Homalomena         | Schott, 1832                | homalomenasläktet | SKUD  | Aroideae      |  |
| Hottarum           | Bogner & D.H.Nicolson, 1978 |                   | IPNI  | Aroideae      |  |

## J
| Vetenskapligt namn | Auktor            | Svenskt namn | Källa | Underfamilj |  |
| ------------------ | ----------------- | ------------ | ----- | ----------- |  |
| Jasarum            | G.S.Bunting, 1975 |              | IPNI  | Aroideae    |  |

## L
| Vetenskapligt namn | Auktor        | Svenskt namn      | Källa | Underfamilj  |                       |
| ------------------ | ------------- | ----------------- | ----- | ------------ | --------------------- |
| Lagenandra         | Dalzell, 1852 | lagenandrasläkte  | SKUD  | Aroideae     |                       |
| Lasia              | Lour., 1790   |                   | IPNI  | Lasioideae   |                       |
| Lasimorpha         | Schott, 1857  |                   | IPNI  | Lasioideae   |                       |
| Lemna              | L., 1753      | andmatssläktet    | NRM   | Lemnoideae   | Lemna minor           |
| Lysichiton         | Schott, 1857  | skunkkallasläktet | NRM   | Orontioideae | Lysichiton americanus |

## M
| Vetenskapligt namn | Auktor       | Svenskt namn    | Källa | Underfamilj   |                        |
| ------------------ | ------------ | --------------- | ----- | ------------- | ---------------------- |
| Mangonia           | Schott, 1857 |                 | IPNI  | Aroideae      |                        |
| Monstera           | Adans., 1763 | monsterasläktet | SKUD  | Monsteroideae | Monstera deliciosa     |
| Montrichardia      | Crueg., 1854 |                 | IPNI  | Aroideae      | Montrichardia linifera |

## N
| Vetenskapligt namn | Auktor       | Svenskt namn | Källa | Underfamilj |                   |
| ------------------ | ------------ | ------------ | ----- | ----------- | ----------------- |
| Nephthytis         | Schott, 1857 |              | SKUD  | Aroideae    | Nephtytis afzelii |

## O
| Vetenskapligt namn | Auktor   | Svenskt namn     | Källa | Underfamilj  |                    |
| ------------------ | -------- | ---------------- | ----- | ------------ | ------------------ |
| Orontium           | L., 1753 | guldkolvssläktet | NRM   | Orontioideae | Orontium aquaticum |

## P
| Vetenskapligt namn | Auktor                  | Svenskt namn       | Källa | Underfamilj |                     |
| ------------------ | ----------------------- | ------------------ | ----- | ----------- | ------------------- |
| Pedicellarum       | M.Hotta, 1976           |                    | IPNI  | Pothoideae  |                     |
| Peltandra          | Raf., 1819              | pilkallasläktet    | IPNI  | Aroideae    | Peltandra virginica |
| Philodendron       | Schott, 1829            | kopparrankesläktet | SKUD  | Aroideae    |                     |
| Phymatarum         | M.Hotta, 1965           |                    | IPNI  | Aroideae    |                     |
| Pinellia           | Ten., 1839              | svanskallasläktet  | SKUD  | Aroideae    |                     |
| Piptospatha        | N.E.Br., 1879           |                    | IPNI  | Aroideae    |                     |
| Pistia             | L., 1753                | musselblomssläktet | NRM   | Aroideae    | Pistia stratiotes   |
| Podolasia          | N.E.Br., 1882           |                    | IPNI  | Lasioideae  |                     |
| Pothoidium         | Schott, 1857            |                    | IPNI  | Pothoideae  |                     |
| Pothos             | L., 1753                | krypkallasläktet   | SKUD  | Pothoideae  |                     |
| Protarum           | Engl., 1901             |                    | IPNI  | Aroideae    |                     |
| Pseudodracontium   | N.E.Br., 1881           |                    | IPNI  | Aroideae    |                     |
| Pseudohydrosme     | Engl., 1893             |                    | IPNI  | Aroideae    |                     |
| Pycnospatha        | Thorel ex Gagnep., 1941 |                    | IPNI  | Lasioideae  |                     |

## R
| Vetenskapligt namn | Auktor       | Svenskt namn       | Källa | Underfamilj   |  |
| ------------------ | ------------ | ------------------ | ----- | ------------- |  |
| Remusatia          | Schott, 1832 |                    | IPNI  | Aroideae      |  |
| Rhaphidophora      | Hassk., 1842 | fingerrankesläktet | SKUD  | Monsteroideae |  |
| Rhodospatha        | Poepp., 1845 |                    | IPNI  | Monsteroideae |  |

## S
| Vetenskapligt namn | Auktor                           | Svenskt namn         | Källa | Underfamilj   |                           |
| ------------------ | -------------------------------- | -------------------- | ----- | ------------- | ------------------------- |
| Sauromatum         | Schott, 1832                     |                      | SKUD  | Aroideae      | se Typhonium              |
| Scaphispatha       | Brongn. ex Schott, 1860          |                      | IPNI  | Aroideae      |                           |
| Schismatoglottis   | Zoll. & Moritzi, 1854            | spindelkallasläktet  | SKUD  | Aroideae      |                           |
| Scindapsus         | Schott, 1832                     | silverrankesläktet   | SKUD  | Monsteroideae |                           |
| Spathantheum       | Schott, 1859                     |                      | IPNI  | Aroideae      |                           |
| Spathicarpa        | Hook., 1831                      |                      | IPNI  | Aroideae      |                           |
| Spathiphyllum      | Schott, 1832                     | fredskallasläktet    | SKUD  | Monsteroideae | Spathiphyllum floribundum |
| Spirodela          | Schleid., 1839                   | storandmatssläktet   | NRM   | Lemnoideae    | Spirodela polyrrhiza      |
| Stenospermation    | Schott, 1858                     |                      | IPNI  | Monsteroideae |                           |
| Steudnera          | K.Koch, 1862                     |                      | IPNI  | Aroideae      |                           |
| Stylochiton        | Lepr., 1834                      |                      | IPNI  | Aroideae      |                           |
| Symplocarpus       | Salisbury ex W.P.C. Barton, 1817 | björnkallasläktet    | IPNI  | Orontioideae  |                           |
| Synandrospadix     | Engl., 1883                      |                      | IPNI  | Aroideae      |                           |
| Syngonium          | Schott, 1829                     | pilspetsrankesläktet | SKUD  | Aroideae      | Syngonium angustatum      |

## T
| Vetenskapligt namn | Auktor                  | Svenskt namn     | Källa | Underfamilj |  |
| ------------------ | ----------------------- | ---------------- | ----- | ----------- |  |
| Taccarum           | Brongn. ex Schott, 1858 |                  | IPNI  | Aroideae    |  |
| Theriophonum       | Blume, 1835             |                  | IPNI  | Aroideae    |  |
| Typhonium          | Schott, 1829            | ödlekallasläktet | IPNI  | Aroideae    |  |
| Typhonodorum       | Schott, 1857            |                  | IPNI  | Aroideae    |  |

## U
| Vetenskapligt namn | Auktor       | Svenskt namn | Källa | Underfamilj |  |
| ------------------ | ------------ | ------------ | ----- | ----------- |  |
| Ulearum            | Engl., 1905  |              | IPNI  | Aroideae    |  |
| Urospatha          | Schott, 1853 |              | IPNI  | Lasioideae  |  |

## W
| Vetenskapligt namn | Auktor         | Svenskt namn | Källa | Underfamilj |                 |
| ------------------ | -------------- | ------------ | ----- | ----------- | --------------- |
| Wolffia            | Schleid., 1824 |              | IPNI  | Lemnoideae  | Wolffia arrhiza |
| Wolffiella         | Hegelm., 1895  |              | IPNI  | Lemnoideae  |                 |

## X
| Vetenskapligt namn | Auktor       | Svenskt namn  | Källa | Underfamilj |                   |
| ------------------ | ------------ | ------------- | ----- | ----------- | ----------------- |
| Xanthosoma         | Schott, 1832 | tanniasläktet | SKUD  | Aroideae    | Xanthosoma roseum |

## Z
| Vetenskapligt namn | Auktor        | Svenskt namn      | Källa | Underfamilj |                         |
| ------------------ | ------------- | ----------------- | ----- | ----------- | ----------------------- |
| Zamioculcas        | Schott, 1856  | zamiakallasläktet | SKUD  | Aroideae    | Zamioculcas zamiifolia  |
| Zantedeschia       | Spreng., 1826 | kallasläktet      | SKUD  | Aroideae    | Zantedeschia aethiopica |
| Zomicarpa          | Schott, 1856  |                   | IPNI  | Aroideae    |                         |
| Zomicarpella       | N.E.Br., 1881 |                   | IPNI  | Aroideae    |                         |

## Auktorkällor
- IPNI - International Plant Names Index, även samtliga årtal
- NRM - Naturhistoriska riksmuseets checklista
- SKUD - Svensk kulturväxtdatabas